# Francesca Rettondini
Francesca Rettondini (Verona, 7 marzo 1971) è un'attrice e conduttrice televisiva italiana.

## Biografia
Esordisce come attrice in televisione, dove nel 1993 partecipa alla soap opera Passioni, regia di Fabrizio Costa, e alla serie tv I ragazzi del muretto 2. Nel 1995 è nel cast della miniserie tv Pazza famiglia, interpretata e diretta da Enrico Montesano. Spesso alterna il lavoro sul piccolo con quello sul grande schermo. Esordisce come attrice cinematografica nel film Ragazzi della notte del 1995, dopodiché, l'anno successivo, ricoprirà alcuni ruoli in altre pellicole fra cui ricordiamo:  Una donna in fuga di Roberto Rocco, Un inverno freddo freddo di Roberto Cimpanelli e Ninfa plebea di Lina Wertmüller.
Negli anni successivi girerà altri film, alcuni dei quali di discreto successo, anche con ruoli di primo piano. Nel 2002, il lancio internazionale partecipando al film di Steve Beck Nave fantasma dove interpreta il ruolo di Francesca la cantante che canta la malinconica Senza fine ad inizio film e che, insieme agli altri ospiti della nave, muore nell'incidente per poi ritornare dall'aldilà. Assieme ad altri attori italiani, nel 2007, è tra i protagonisti del film dell'orrore DeKronos - Il demone del tempo di Rachel Bryceson Griffiths.
Nel 2013 è la protagonista del film giallo Nero infinito di Giorgio Bruno, thriller dalle scene particolarmente violente mentre, nel 2015, interpreta il ruolo di Elena nella pellicola Rosso mille miglia di Claudio Uberti. Numerose anche le fiction tv a cui partecipa, tra cui: Ladri si nasce di Pier Francesco Pingitore e La villa dei misteri di Beppe Cino (entrambe del 1997), S.P.Q.R. (1998) di Claudio Risi, Una donna per amico 2 (1999) di Rossella Izzo, le due stagioni di Sei forte maestro (2000 e 2001) in cui interpreta Claudia, Angelo il custode sempre del 2001, Elisa di Rivombrosa (nel ruolo minore di Clelia Bussani) e Incantesimo 6 del 2003.
Oltre al lavoro di attrice lavora in vari programmi tv come valletta, co-conduttrice e anche come conduttrice, sia sulle reti Rai che Mediaset, tra cui: Notti Rock su Rai Uno, Sereno Variabile su Rai 2, con Osvaldo Bevilacqua, Stranamore, Cuori e denari, Mare Moda Positano (1996), Bellissima dal 1995 al 1997, tutte su Canale 5, Adventure Film Festival su Rai 3. Negli anni novanta è stata legata per lungo tempo al conduttore televisivo Alberto Castagna, con il quale ha collaborato in diverse trasmissioni; la loro relazione ha suscitato un notevole interesse da parte delle cronache rosa.
Partecipa alla sit-com Finalmente soli (2001) nell'episodio 6 della terza serie Una famiglia in prestito, nel ruolo di Cinzia. Nel 2005 partecipa come concorrente al reality show La talpa classificandosi quarta. L'anno successivo entra nel cast della soap opera CentoVetrine, dove fino al 2008 interpreta il ruolo di Gloria Raggi. Nel 2009 partecipa alla terza stagione de I Cesaroni e ad alcune puntate di Albergo Very Strong, sit-com con il duo comico Manuel & Kikka su Telenorba 7 e Telenorba 8. Nel 2023 torna come attrice con una performance drammatica nel cortometraggio Il cuore rubato, della regista Sasha Alessandra Carlesi, venendo premiata in vari Festival nazionali italiani.

## Filmografia

### Cinema
- Ragazzi della notte, regia di Jerry Calà (1995)
- Una donna in fuga, regia di Roberto Rocco  (1996)
- Un inverno freddo freddo , regia di Roberto Cimpanelli (1996)
- Ninfa plebea, regia di Lina Wertmüller (1996)
- La cena, regia di Ettore Scola (1998)
- T'amo e t'amerò, regia di Ninì Grassia (1999)
- Senza paura, regia di Stefano Calvagna (2000)
- Il conte di Melissa, regia di Maurizio Anania (2000)
- Nave fantasma, regia di Steve Beck (2002)
- Cronaca rosa, regia di Stefania Girolami Goodwin (2003)
- Due volte Natale, sceneggiatura e regia di Marco Falaguasta (2004) - Opera prima
- DeKronos - Il demone del tempo, regia di Rachel Bryceson Griffiths (2005)
- Nient'altro che noi, regia di Angelo Antonucci (2009)
- Baci salati, regia di Antonio Zeta (2012)
- L'apocalisse delle scimmie, regia di Romano Scavolini (2012)
- Nero infinito, regia di Giorgio Bruno (2013)
- Rosso Mille Miglia, regia di Claudio Uberti (2015)
- Il piccolo vescovo, regia di Eddy Colucci (2019)
- Dolcemente complicate, regia di Angelo Frezza e Rosario Petix (2021)
- Lupo Bianco, regia Tony Gangitano (2021)
- Il Cuore Rubato, regia di Sasha Alessandra Carlesi (2023)

### Televisione
- Passioni, regia di Fabrizio Costa (1993)
- I ragazzi del muretto 2, regia di Ruggero Deodato e Lodovico Gasparini (1993)
- Pazza famiglia, regia di Enrico Montesano (1995)
- Ladri si nasce, regia di Pier Francesco Pingitore (1997)
- La villa dei misteri, regia di Beppe Cino (1997)
- S.P.Q.R., regia di Claudio Risi (1998)
- Tutti gli uomini sono uguali, regia di Alessandro Capone (1998)
- Una donna per amico 2, regia di Rossella Izzo (1999)
- Cronaca di un ricatto, regia di Danilo Massi (1999)
- Valeria medico legale, regia di Gianfranco Lazotti (2000)
- Sei forte maestro, regia di Ugo Fabrizio Giordani e Alberto Manni (2000)
- Sei forte maestro 2, regia di Ugo Fabrizio Giordani e Claudio Risi (2001)
- Angelo il custode, regia di Gianfranco Lazotti (2001)
- Elisa di Rivombrosa, regia di Cinzia TH Torrini (2003)
- Incantesimo 6, regia di Alessandro Cane e Tomaso Sherman (2003)
- Intrigo a Cuba, regia di Riccardo Leoni (2004)
- Carabinieri 3, regia di Raffaele Mertes (2004)
- CentoVetrine, registi vari (2006-2008)
- I Cesaroni, regia di Francesco Vicario e Francesco Pavolini - serie TV, episodio 3x19 (2009)
- Albergo Very Strong, regia di Francesco Giase (2009-10) su Telenorba - Guest star nel 26º, 27º e 28º episodio.

## Programmi televisivi
- Notte Rock (Rai 1, 1992)
- Sereno Variabile (Rai 2)
- Partita Doppia (Rai 1, 1992-1993)
- Fluf (Rai 3)
- Sotto le stelle (Rai 1)
- Complotto di famiglia (Canale 5)
- Stranamore (Canale 5)
- Cuori e denari (Canale 5, 1995)
- Bellissima (Canale 5, 1995-1997)
- Moda Mare a Positano (Canale 5, 1996)
- Il Guiness dei primati (Canale 5, 1996)
- Premio Zeus (Rai 2, 2005)
- Adventure film Festival (Rai 3)